# 粗糙卷管螺
粗糙卷管螺（学名：Leptadrillia cinereopellis），是新腹足目卷管螺科Leptadrillia属的一种。主要分布于台湾，常栖息在泥沙质海底。